# Пышма (Тюменская область)
Пышма — деревня в Тюменском районе Тюменской области России. Входит в состав Чикчинского муниципального образования.

## География
Деревня находится на юго-западе Тюменской области, в пределах юго-западной части Западно-Сибирской низменности, на берегу озера Приказчикова, на левом берегу реки Пышмы, на расстоянии примерно 42 километров (по прямой) к востоку от города Тюмени — административного центра области и района.

### Климат
Климат резко континентальный, с холодной продолжительной зимой и тёплым относительно коротким летом. Среднегодовая температура — 0,7 °C. Средняя температура воздуха самого холодного месяца (января) — −17,2 °C (абсолютный минимум — −46 °C); самого тёплого месяца (июля) — 17,8 °C (абсолютный максимум — 39 °С). Безморозный период длится 121 день. Среднегодовое количество атмосферных осадков составляет 470 мм, из которых 365 мм выпадает в тёплый период. Продолжительность залегания снежного покрова составляет в среднем 151 день.

### Часовой пояс
Деревня Пышма, как и вся Тюменская область, находится в часовой зоне МСК+2. Смещение применяемого времени относительно UTC составляет +5:00.

## Население
| 2010 |
| ---- |
| 4    |

## Инфраструктура
В деревне 6 улиц: Лесная улица, Усть-Пышминская улица, Озёрный проезд, Пышминская улица, Озёрная улица, Песчаная улица.